# Olympic FC (Niger)
Der Olympic Football Club, ehemals Secteur 6, ist ein nigrischer Fußballklub mit Sitz in der Hauptstadt Niamey. Der Verein ist auch als Lions Rouges de Lacouroussou (Rote Löwen von Lacouroussou) bekannt. Aktuell spielt der Verein in der ersten Liga.

## Geschichte
Der Verein wurde 1964 als Secteur 6 gegründet. 1974 wurde der Verein in Olympic Football Club umbenannt. Der Verein gewann bis heute zwölf Meisterschaften und wurde sechsmal Pokalsieger.

## Erfolge
Secteur 6
- Nigrischer Meister: 1966, 1967, 1968, 1969, 1970
- Nigrischer Pokalsieger: 1968

Olympic FC
- Nigrischer Meister: 1976, 1977, 1978, 1989, 1998, 1999, 2012
- Nigrischer Pokalsieger: 1975, 1977, 1990, 1991, 2003

## Stadion

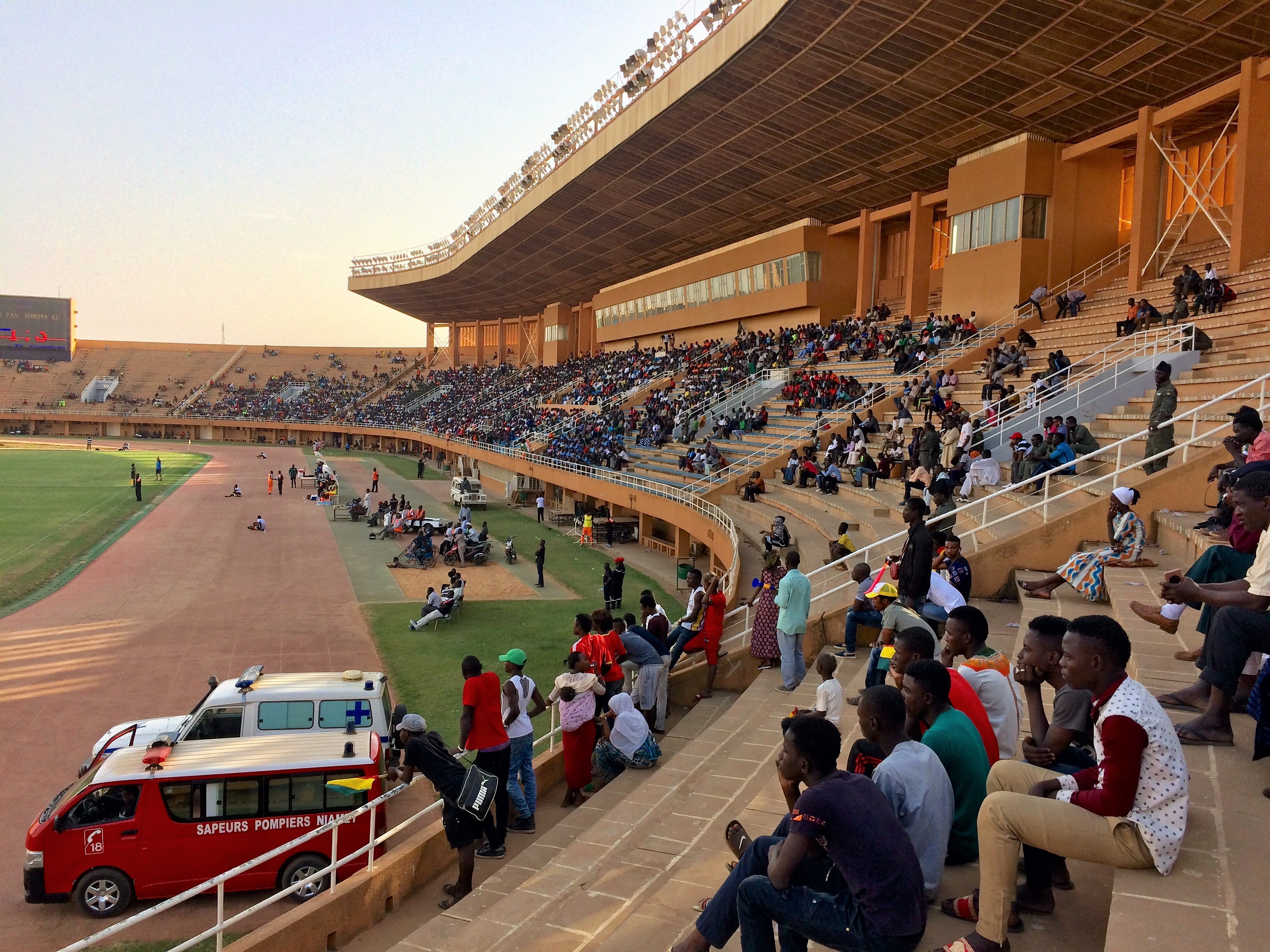
General-Seyni-Kountché-Stadion

Der Verein trägt seine Heimspiele im General-Seyni-Kountché-Stadion in Niamey aus. Das Stadion hat ein Fassungsvermögen von 35.000 Personen.

## Statistik in den CAF-Wettbewerben
| Jahr | Wettbewerb                     | Runde       |
| ---- | ------------------------------ | ----------- |
| 2000 | CAF Champions League           | Vorrunde    |
| 2004 | CAF Confederation Cup          | Erste Runde |
| 1967 | African Cup of Champions Clubs | Vorrunde    |
| 1968 | African Cup of Champions Clubs | Vorrunde    |
| 1969 | African Cup of Champions Clubs | 1. Runde    |
| 1970 | African Cup of Champions Clubs | 1. Runde    |
| 1971 | African Cup of Champions Clubs | 1. Runde    |
| 1975 | African Cup of Champions Clubs | 1. Runde    |
| 1977 | African Cup of Champions Clubs | 1. Runde    |
| 1978 | African Cup of Champions Clubs | 2. Runde    |
| 1990 | African Cup of Champions Clubs | Vorrunde    |
| 1994 | CAF Cup                        | 2. Runde    |
| 1991 | African Cup Winners’ Cup       | 2. Runde    |
| 1992 | African Cup Winners’ Cup       | 2. Runde    |
| 1993 | African Cup Winners’ Cup       | 1. Runde    |
| 2001 | African Cup Winners’ Cup       | 1. Runde    |